# گلن کنیون

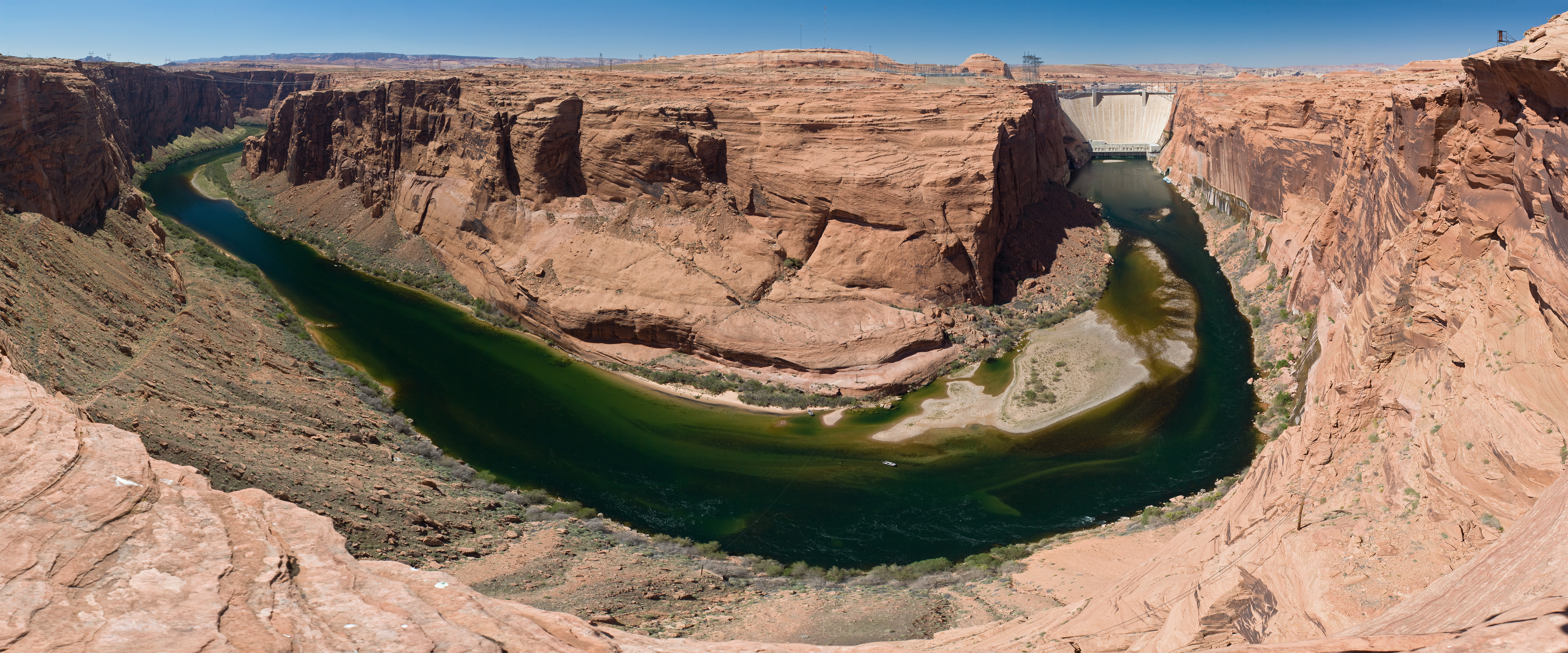
نمایی از گلن کنیون

گلن کنیون (انگلیسی: Glen Canyon) دره عمیق و باریک طبیعی در منطقه صخره‌های شنگرف (به رنگ قرمز) واقع در جنوب شرقی و جنوب مرکزی یوتا و شمال مرکزی آریزونا در ایالات متحده آمریکا است، مانند گرند کنیون در جنوب، گلن کنیون شکل گرفته از سیستم فرسایشی طولانی مدت توسط رودخانه کلرادو و شاخه‌های آن می‌باشد، امروزه گلن کنیون دریاچه پاول توسط وزارت کشور ایالات متحده آمریکا و منطقه تفریحی و ملی گلن کنیون اداره می‌گردد

## نگارخانه

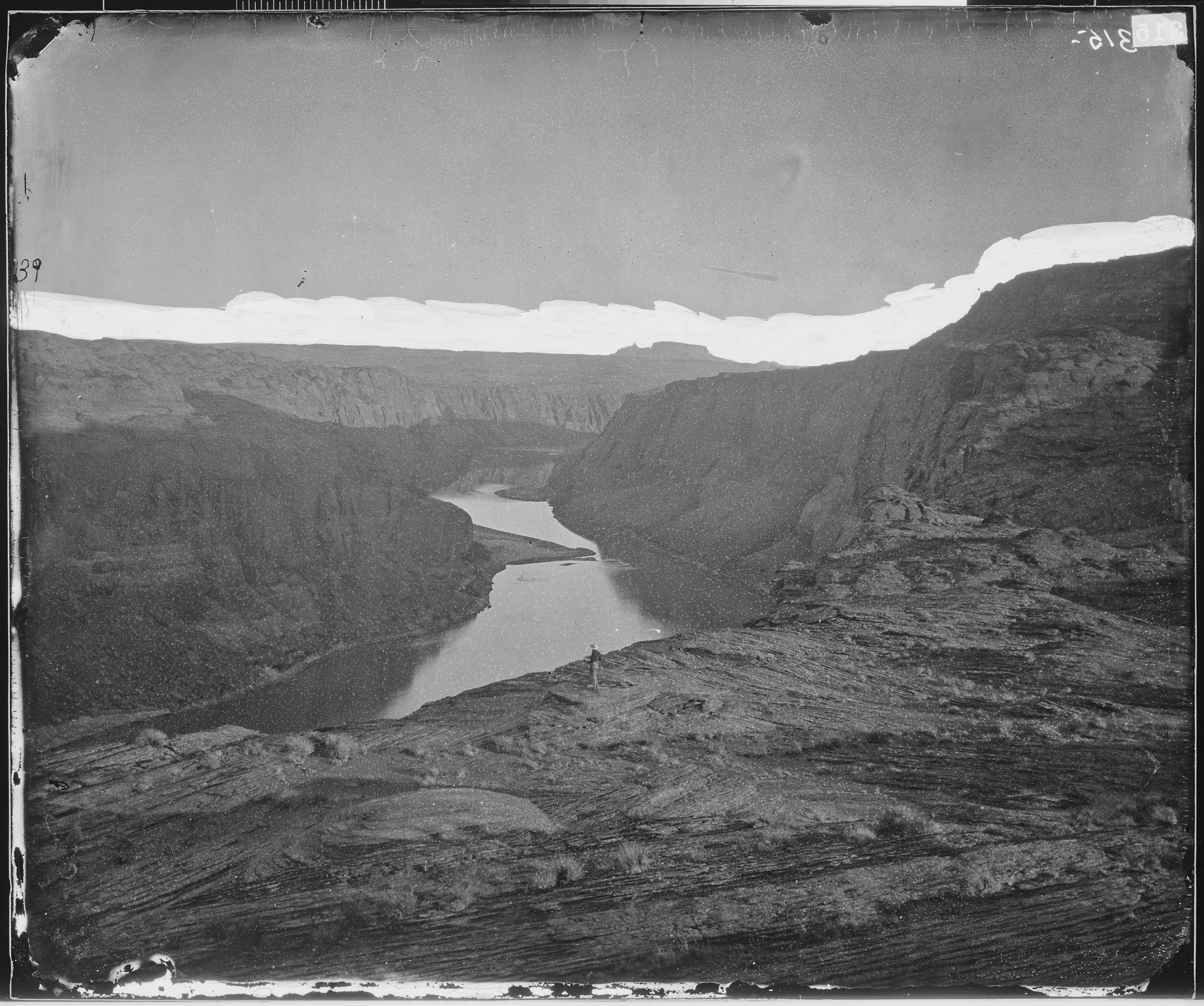
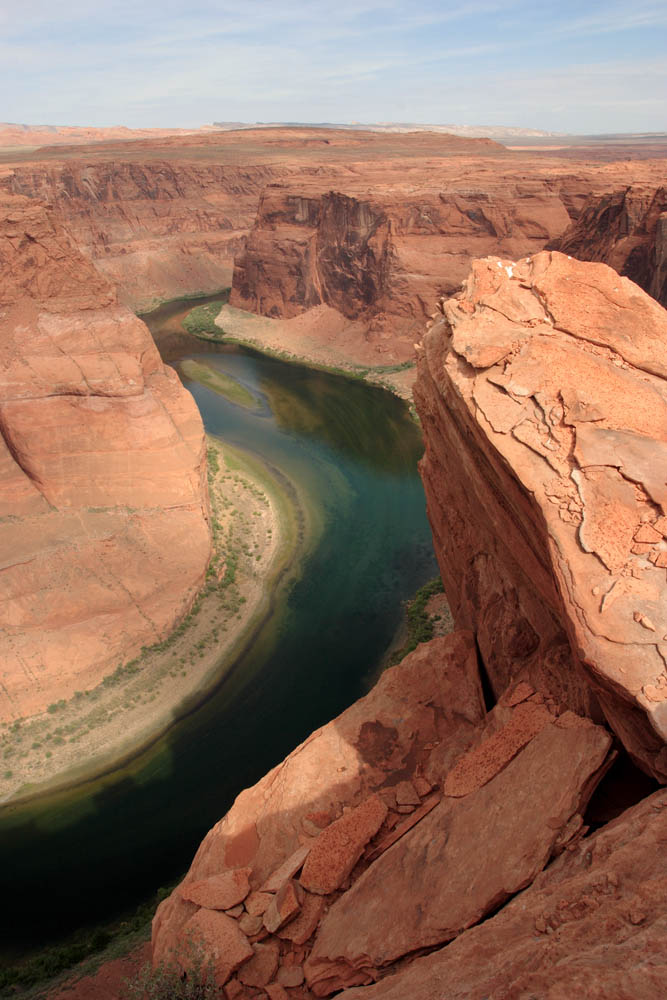
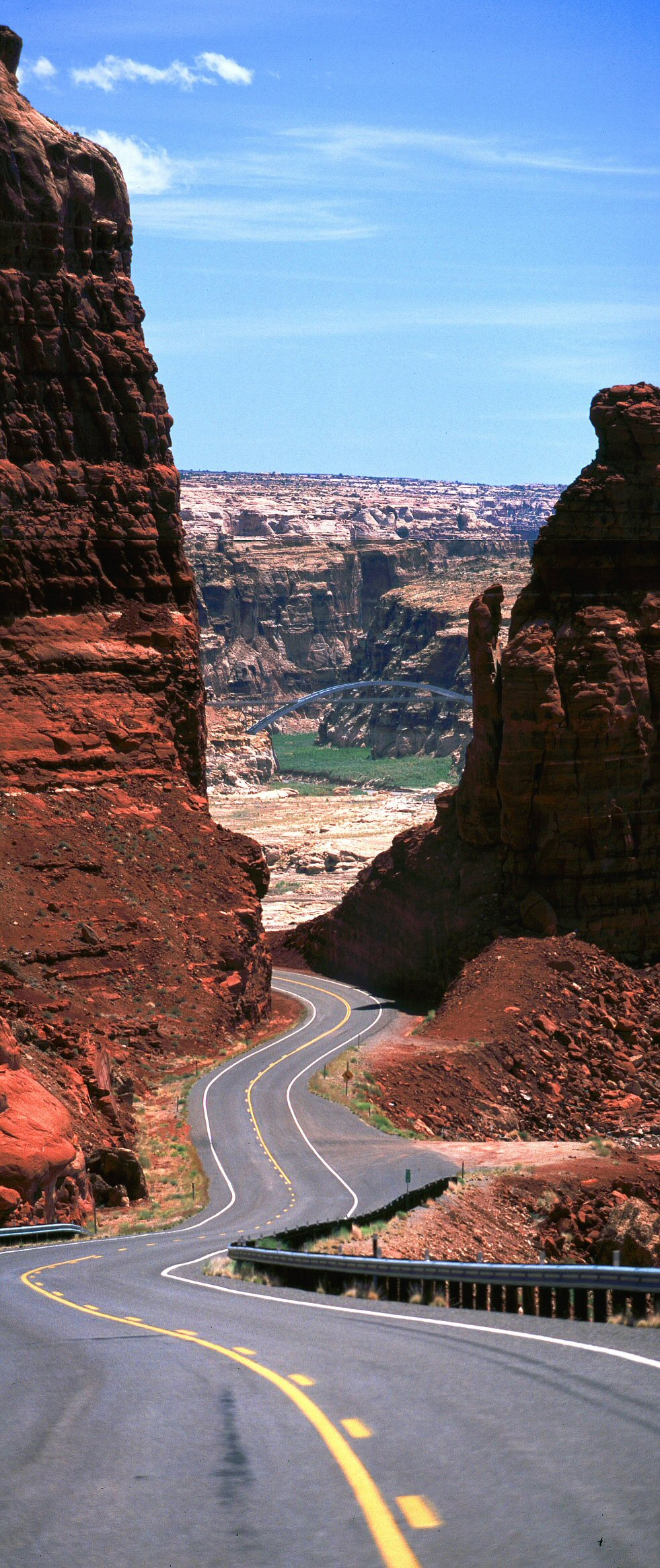